# Мина Чалков
Мина Чалков (на гръцки: Μηνάς Τσάλκος, Минас Цалкос) е гъркомански андартски капитан от Югозападна Македония.

## Биография
Мина Чалков е роден в леринското село Горничево, тоава в Османската империя, днес Кели, Гърция. Зет е на дееца на гръцката пропаганда Григор Сапунджиев. Оглавява гръцка чета, която действа срещу българските чети на ВМОРО в Леринско и Воденско.